# MP3008
MP3008は、ナチス・ドイツにより第二次世界大戦末期に製造された短機関銃である。
Gerät Neumünster (ゲレート・ノイミュンスター、「ノイミュンスター機材」])又はVolksmaschinenpistole (フォルクス・マシーネン・ピストーレ、「国民短機関銃」)とも称された。

## 開発経緯と概要
第二次世界大戦末期、ドイツは東からのソ連軍、西からのアメリカ・イギリス軍の侵攻に対処するために急遽編制した国民突撃隊への可及的速やかな火器供給を迫られていた。しかし連合軍の執拗な空襲による軍需工場の破壊・損傷と長年の戦争による人的資源の枯渇によって工業生産力が大幅に低下していたため、可能な限り構造が単純でドイツ軍の主力短機関銃であるMP40より生産性の高い銃器が求められていた。そこで注目されたのが、イギリス製のステンガンである。ステンガンは生産性を極限まで追求して設計されており、極めて安価かつ短時間で製造が可能で、それ以前にも（おそらく謀略工作用に）ゲレート・ポツダムの名でステンMk.IIのほぼ完全な模倣品が製造された経緯があった。
MP3008は前述のとおりステンMk.IIをモデルにしているが、外見上はマガジン（MP38/MP40用を流用）が下側（ステンガンやゲレート・ポツダムは射手から見て左側）に装着されていることで見分けがつく。弾倉口を回転させたり、バレルシュラウドと銃身を取り外すことはできなくなった。
発射はオープンボルト方式で、トリガーの上側にあるクロスボルト式のセレクターボタンにより、フルオートとセミオート射撃を切り替えることが可能である。
1944年11月から生産が開始されたが、戦争末期の工業施設と交通インフラの破壊、資源不足の影響により、発注数100万挺に対して実際の総生産数は1万挺の半分にも満たない程度とみられている（MP38/MP40の総生産数は約100万挺、ステンガンの総生産数は資料にもよるが320万～470万挺）。
2006年にドイツのHZA Kulmbach GmbHによってレプリカモデルBD 3008が発売された。

## 登場作品

### 映画
『ジョジョ・ラビット』
ドイツ女子同盟が使用。

### 小説
『終戦のローレライ』
伊507に持ち込まれた兵器として登場。

### ゲーム
『Men of War: Assault Squad』
国民突撃兵が装備。
『ワールドウォーヒーローズ』
アサルトライフルとして登場し、条件を満たすと装備出来る。
『Enlisted』
ベルリンの戦いで登場